# Собор святого Петра (Регенсбург)
Катедральний собор святого Петра (нім. Regensburger Dom, Dom St. Peter) — головний храм Регенсбурзької дієцезії Римо-католицької церкви у Німеччині, яскравий приклад чистої німецької готичної архітектури — вважається головною пам'яткою готичного стилю у Баварії. Розташований у історичному центрі Регенсбурга, що належить до спадщини ЮНЕСКО.
Будівництво було розпочато у 1275 році і завершене у 1634 році (окрім веж собору, які будували до 1869 р.). Інтер'єр собору вражає численними цікавими скульптурами, серед яких шедеври роботи німецького скульптора Петера Фішера Старшого (нім. Peter Vischer der Ältere). Поруч із собором знаходяться дві каплиці, вік яких датується, ймовірно, VIII ст. Одна з каплиць зветься «старий собор».
Постійний кафедральний хор собору — відомий хоровий колектив «Regensburger Domspatzen».